# César Herrera
César Octavio Herrera Rodríguez (Ciudad Juárez, 5 ottobre 1930) è un ex cestista messicano.

## Carriera
Con il Messico ha disputato una edizione dei Giochi olimpici (1960), oltre a due edizioni dei Giochi panamericani (1955, 1959).